# Haszdżin
Haszdżin (pers. هشجين) – miasto w Iranie, w ostanie Ardabil. W 2016 roku liczyło 5725 mieszkańców.